# Drosophila dumalis
Drosophila dumalis är en tvåvingeart som beskrevs av Elmo Hardy 1965. Drosophila dumalis ingår i släktet Drosophila och familjen daggflugor.
Artens utbredningsområde är Hawaii.